# Linn da Quebrada
Lina Pereira (São Paulo, 18 de juliol de 1990), més coneguda amb el nom artístic de Linn da Quebrada, és una actriu, cantant i compositora brasilera transgènere. També és activista social del moviment LGTB i lluitadora pels drets civils de la població afrobrasilera. Linn da Quebrada va trencar amb l'estereotip de travesti, assumint la seva transsexualitat només modificant la seva identitat de gènere i el seu nom en el registre civil, sense realitzar cap transició hormonal. És una de les artistes més rellevants de l'escenari musical LGBT brasilera actual en obtenir el reconeixement general ensorrant tabús i desconstruint estereotips amb el seu estil provocador i sarcàstic particular.

## Biografia
Nascuda als afores de São Paulo, en un barri pobre de la Zona Leste, va passar la infància i l'adolescència a les ciutats de Votuporanga i São José do Rio Preto. Va ser criada per la seva tieta que era testimoni de Jehovà.
Sovint es refereix a si mateixa com bicha, trans, preta e periférica. Nem ator, nem atriz, atroz. Performer e terrorista de gênero. Quebrada va patir un càncer de testicle el 2014, necessitant extirpar-ne un, i va rebre quimioteràpia durant tres anys.

## Carrera artística
Linn da Quebrada va començar la seva carrera musical com a intèrpret. La seva primera cançó pròpia, titulada «Enviadescer», va ser presentada el març de 2016 a través de YouTube. Durant el 2016, va donar a conèixer les cançons «Talento»,«Bixa Preta» i «Mulher», les quals van ser apreciades per la crítica i el públic, fet que va comportar que portés a terme la gira nacional «Bixarya» durant el 2016 i 2017. Va ser homenatjada per la cantant transgènere Liniker a través de la cançó «Lina X». Liniker i Linn van estudiar a la mateixa escola de Santo André i van viure juntes.
El 2017, Linn da Quebrada va llençar una campanya de micromecenatge per al seu àlbum de debut titulat Pajubá. El març va ser una convidada especial al programa Amor & Sexo. El juny va participar en la pista «Close Certo», de DJ Boss in Drama. El mateix mes es va anunciar que Linn seria al repartiment de la pel·lícula Corpo Elétrico, que tracta temes LGBT. La cantant, a més, va ser una de les protagonistes de la col·lecció «Melissa Meio-Fio». El primer senzill de l'àlbum de debut de Linn, titulat «Bomba pra Caralho», va ser presentat el setembre de 2017.
El 30 de novembre de 2017 es va estrenar el documental Meu Corpo é Politico, dirigit per Alice Riff, que segueix la vida de quatre activistes LGBT, una de les quals és Quebrada.
El 8 de desembre de 2017, l'artista Hugo Adescenco va presentar l'obra dramàtica Incômodo, un monòleg basat en Quebrada protagonitzat per una persona situada en una situació de vergonya i judici interpel·lant el públic, que aborda les experiències d'assetjament i abús sexual, el maltractament moral, les discussions de gènere, els prejudicis i la família. Aquest espectacle barreja cinema, dansa i improvisació teatral. L'obra va tenir un repercussió notable a les xarxes socials, i va ser divulgada pel mitjà de comunicació ciutadà Mídia Ninja al seu perfil oficial de Facebook.
El 2019, Quebrada va debutar com a actriu a la sèrie de Rede Globo, Segunda Chamada, interpretant a la transsexual Natasha. Ha protagonitzat també el guardonat documental biogràfic Bixa Travesty, on es tracten fenòmens com el masclisme i les diverses formes de transfòbia. Està dirigit per Claudia Priscilla i Kiko Goifman.

## Discografia

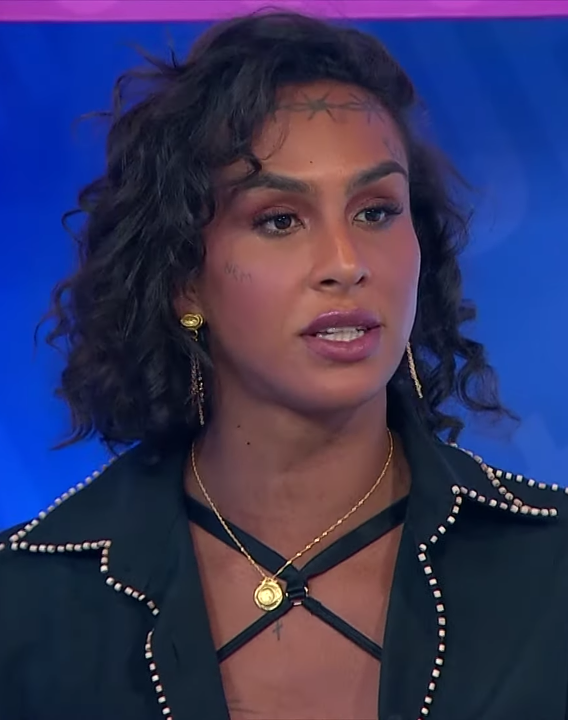
Al programa Big Brother Brasil, 2022

- Pajubá, 2017
- Trava Línguas, 2021

## Filmografia
- Corpo Elétrico, 2017
- Meu Corpo é Político, 2017
- Sequestro Relâmpago, 2018
- Abrindo o Armário, 2018
- Bixa Travesty, 2018
- Vale Night, 2022
- Dona Vitória, 2023